# 藍圈章魚屬
藍圈章魚屬（blue-ringed octopus；leopard-striped octopus），亦稱「藍環章魚屬」、「豹紋章魚屬」、「豹紋蛸屬」，是一種生活在太平洋西岸，分布從日本到澳洲都有的章魚。共有3個現生種及1個未確定的物種，是毒性猛烈的動物。

## 種
目前有三種已確認的種，第四種還在研究中：
- 大藍圈章魚或稱大藍環章魚
- 或稱小藍圈章魚、小藍環章魚、斑點豹紋蛸
- 藍紋章魚或稱條紋豹紋蛸
- 第四種的學名為「Hapalochlaena nierstraszi」，1938年在孟加拉灣發現唯一的標本；分類單元的有效性還未確定。

一隻藍圈章魚會以皮膚的色素細胞來將自己隱藏在環境之中；一旦被激怒，就會迅速將體色改變為亮黃色，並顯示出藍色的圈狀花紋，因為看起來類似豹紋，因此也有「豹紋章魚」一稱。和大部分的章魚一樣，藍圈章魚獵捕小型的蟹類、寄居蟹和蝦。遇到騷擾或攻擊時會以有毒的喙反咬。常見的人類受攻擊事件往往肇因於潛水者沒有注意到偽裝的藍圈章魚，因此踩在章魚身上導致章魚反擊。
藍圈章魚以往在日本周遭海域只出現在沖繩和九州，但從2009年開始到2010年間，關東地區陸續有人目擊該章魚出沒，海洋專家猜測可能是因為海水暖化而導致族群北移。

## 毒性

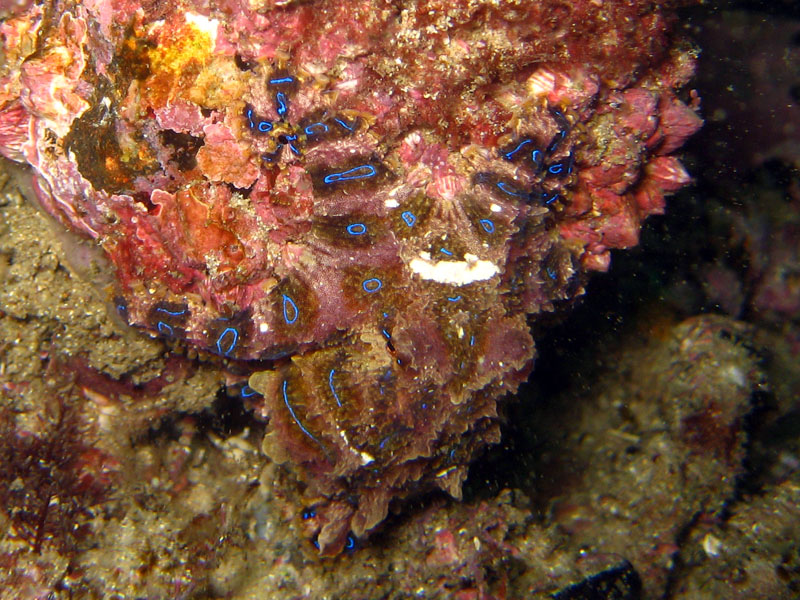
澳洲新南威爾斯海域的藍圈章魚

藍圈章魚只有高爾夫球大小，但猛烈的毒性比眼鏡蛇還要強，甚至可以殺死許多成年人，而且目前沒有解毒劑（血清）。
藍圈章魚所分泌的毒素含有河豚毒素、5-羟色胺（5-hydroxytryptamine，一種血清素）、透明質酸酶（hyaluronidase）、胺基對乙酚（酪胺，tyramine）、組織胺、色胺酸、羥苯乙醇胺（又名章魚胺，octopamine）、牛磺酸、乙醯膽鹼和多巴胺。主要的神經毒以往認為系環蛸毒素(Maculotoxin,MTX)，但目前確認是河豚毒素；這種毒素也可以在河豚和芋螺的體內找到。河豚毒素會阻斷肌肉的鈉通道，使肌肉癱瘓，並導致呼吸停止或心跳停止。藍圈章魚的河豚毒素是由唾液腺中的一種細菌所製造的，其毒性可達氰化鉀的1000倍以上。
遭藍圈章魚嚙咬的第一時間急救方式是按住傷口並施以人工呼吸。人工呼吸的急救必須持續，直到傷患恢復到能夠自行呼吸的狀態為止；而這往往需要數小時之久。即使是在醫院，也只能夠對傷患進行呼吸與心跳的維持治療，直到毒素濃度因身體代謝而降低。兒童因體型較小，若遭嚙咬症狀會最嚴重。若在發紺以及血壓降低的症狀出現之前就施以人工呼吸治療，傷患就可能保住性命。成功撐過24小時的傷患，多半能夠完全康復。即使傷患已無反應，也應立即且全程施以循環輔助；因為河豚毒素會癱瘓肌肉，傷患即使神智清楚也無法呼吸或做出任何反應。
藍圈章魚是已知毒性非常猛烈的有毒動物，另一種頭足綱動物－火焰墨魚也能製造與藍圈章魚相似的毒素。儘管體型相當小，一隻藍圈章魚所攜帶的毒素卻足以在數分鐘內一次殺死26名成年人。
藍環章魚因全身也都充滿毒素，不適合作為食用章魚，若不慎誤食也會中毒，即使將其烹飪煮熟也無法消除牠的毒素，且死亡的藍圈章魚容易被混淆成一般的食用章魚，購買之前需先檢查章魚的顏色，才能避免誤食。

## 食性
藍環章魚主要以小型蝦蟹以及小型魚類為食。牠們會伏擊獵物，嚙咬並注入毒素使獵物癱瘓，再以喙將獵物撕成小塊吞食，或咬穿甲殼類的外骨骼以吸食肉汁。在實驗室中觀察到藍圈章魚有同類相食的情形；但這種習性在野外沒有被記錄過。

## 繁殖
雄的藍圈章魚會以腕足抓住雌藍圈章魚的外套膜，接著以交接腕將精囊放入雌性的外套膜中；交配的行為會一再重複直到雌章魚無法忍受為止；雌章魚會不惜以暴力將過度熱情的追求者趕走。雄章魚會積極的與同種的生物交配，不論對象的體型甚至性別。不過雄性之間並不會有完整的的交配過程，追求者在將精囊遞出之前就會退走，或被趕走。
雌藍圈章魚一生在成熟期結束之前只會生產一次，總共產出約50個卵。雌章魚會將卵產在觸手之下並保護牠們直到孵化，期間約6個月，雌章魚不再攝食。卵孵化後雌章魚即死去。幼體經過一年後即長成並達到性成熟。

## 大眾文化中的藍圈章魚
- 在007電影系列《八爪女》之中，藍圈章魚是一個古老盜賊與走私犯罪集團的紋身圖樣。該集團的成員以女性為主，女首領在水族箱裡養了一隻藍圈章魚。水族箱被打破後章魚逃出，並毒殺了一名壞人。
- 在麥可·克萊頓的小說《恐懼之邦》裡，藍圈章魚被描述為「死亡的藍圈」（The blue ring of death），並被反派用來作為癱瘓目標的武器。
- 藍圈章魚在威廉·柏洛茲（William S. Burroughs）的小說《The Western Lands》之中也被當作武器使用。
- 澳洲主題公園「 WhiteWater World」有一個八水道的滑水遊樂設施被稱為「Blue-Ringed Octopus」，簡稱BRO；外形作成一隻藍圈章魚的樣子。
- 任天堂的電玩作品《超級大金剛》系列中有一隻名叫「The Croctopus」的生物，外形就像章魚，並經常顯現出藍圈章魚的獨特花紋。
- 電視影集《重返犯罪現場》第五季的某一集中，藍圈章魚毒素被列在武器的選單之中。
- 澳洲樂團「Scared Weird Little Guys」的歌曲《Deadly Animals(Come To Australia)》中有提到藍圈章魚。
- 航海王新魚人海賊團"殺手"豹藏就是藍圈章魚，招式會使用毒。
- 漫畫火星異種中的角色劉翊武透過身體改造擁有藍環章魚的能力。

## 外部連結
- Hapalochlaena, the Blue-Ringed Octopus （页面存档备份，存于）
- Blue Ringed Octopus Home Page
- Blue-ringed Octopus/Save the ocean, cherish the marine lives （页面存档备份，存于）